# Борзенков, Дмитрий Семёнович
Дмитрий Семёнович Борзенков (1777, Ахтырка, Слободско-Украинская губерния — 1830) — российский филолог, переводчик, ординарный профессор и декан словесного факультета Императорского Харьковского университета.

## Биография
Родился в семье священника города Ахтырки (ныне — в Сумской области).
С 1789 по 1804 год учился в Харьковском коллегиуме, в 1808 году окончил Императорский Харьковский университет со степенью кандидата. Работал учителем философии, русской словесности и политической экономии в Воронежской гимназии.
С 1811 года — лектор русской словесности в Императорском Харьковском университете; в 1812 году получил степень магистра словесных наук. С 1813 года работал в университетской библиотеке — помощником библиотекаря, в 1826—1828 — библиотекарем. В 1815 году утверждён в звании адъюнкта российской словесности, с 1819 года — экстраординарный профессор, с 1826 — ординарный профессор. В 1827—1828 годы — декан словесного факультета.
Разрабатывал инструкции для библиотеки (По рекомендации Совета университета), участвовал в работе «Общества наук» Императорского Харьковского университета. Печатался в «Трудах» Общества, «Украинском вестнике» и других харьковских журналах. В числе его работ — переводы с латинского (диссертация профессора И. Е. Шада «О существенном достоинстве философии», два письма Саллюстия к Цезарю об управлении Республикой) и немецкого («Об улучшении способа учения в гимназиях» и «О преимуществе и силе истинного и современного просвещения» профессора Х. Ф. Роммеля).

## Избранные труды
- Борзенков Д. С. Мнение о сочинениях Нахимова // Укр. вест. — 1816. — № 1.[2]
  - // Нахимов А. Н. Сочинения Акима Нахимова, в стихах и прозе, : напечатанныя по смерти его. — 3-е изд., доп. — М.: в тип. С.Селивановскаго, 1822. — С. (Перед текстом).[2]
- Борзенков Д. С. Начертание правил российскаго правописания. — 3-е изд. — Харьков: в Унив. тип., 1823. — 31+1 с.[2]
- Борзенков Д. С. Примечания // Маслович В. Г. Память о харьковском стихотворце Акиме Николаевиче Нахимове. — СПб. : В тип. Н.Греча, 1818. — С. 69-72.[2]

переводы
- Богуш С. С. Происхождение языков Сарматского и Славянского от Мидского, и о сходстве оных с языком Санскритским / пер. Д.Борзенков // Тр. / О-во наук, состоящее при Императорском Харьковском университете. — Харьков, 1817. — Т. 1, Ч. 2. — С. 32—39.